# Jean-André-Gilbert Desmaroux
Jean-André-Gilbert Desmaroux, francoski general, * 1881, † 1968.